# Madis Mihkels
Madis Mihkels (ur. 31 maja 2003 w Tartu) – estoński kolarz szosowy.

## Najważniejsze osiągnięcia
Opracowano na podstawie:

2019
- 1. miejsce w letnim olimpijskim festiwalu młodzieży Europy (jazda indywidualna na czas)
- 1. miejsce w letnim olimpijskim festiwalu młodzieży Europy (start wspólny)

2020
- 2. miejsce w mistrzostwach Estonii juniorów (jazda indywidualna na czas)
- 2. miejsce w mistrzostwach Estonii juniorów (start wspólny)

2021
- 1. miejsce w mistrzostwach Estonii juniorów (jazda indywidualna na czas)
- 1. miejsce w mistrzostwach Estonii juniorów (start wspólny)
- 3. miejsce w One Belt One Road
  - 1. miejsce na etapach 1a i 1b
- 3. miejsce w mistrzostwach świata juniorów (start wspólny)

2022
- 1. miejsce w klasyfikacji młodzieżowej Tour of Estonia
  - 1. miejsce na 1. etapie

2023
- 1. miejsce na 3. etapie Deutschland Tour

2024
- 3. miejsce w mistrzostwach Europy (start wspólny)

## Rankingi
| Rok             | 2022 | 2023 | 2024 |
| --------------- | ---- | ---- | ---- |
| World Ranking   | 273. | 354. | 136. |
| UCI Europe Tour | 222. | -    | 109. |
|                 |      |      |      |
| Źródło: UCI     |      |      |      |